# Чідера Еджуке
Чідера Еджуке (англ. Chidera Ejuke, нар. 2 січня 1998, Заріа) — нігерійський футболіст, нападник іспанської «Севільї».

## Клубна кар'єра
У дорослому футболі дебютував 2016 року виступами за команду «Гомбе Юнайтед», в якій провів один сезон.
Своєю грою за цю команду привернув увагу представників тренерського штабу норвезької «Волеренги», до складу якої приєднався 2017 року. Відіграв за команду з Осло наступні два з половиною сезони своєї ігрової кар'єри.
Влітку 2019 року уклав контракт з клубом «Геренвен», до лав якого перебрався за 2 мільйони євро. У нідерландській команді відразу став одним з основних нападників і одним з головних бомбардирів, забивши 9 голів у 25 іграх першості.
У серпні 2020 року за 11,5 мільйона євро перейшов до московського ЦСКА.
У червні 2024 року підписав контракт з іспанським клубом «Севілья».

## Виступи за збірну
2020 року дебютував в офіційних матчах у складі національної збірної Нігерії.
У складі збірної був учасником Кубка африканських націй 2021, що проходив на початку 2022 року в Камеруні.
| Дата       | Місто      | Господарі    | Результат | Гості        | Турнір                                   | Голи | Примітки |
| ---------- | ---------- | ------------ | --------- | ------------ | ---------------------------------------- | ---- | -------- |
| 13-10-2020 | Абуджа     | Нігерія      | 1 – 1     | Туніс        | товариський матч                         | -    | 78'      |
| 13-11-2020 | Бенін-Сіті | Нігерія      | 4 – 4     | Сьєрра-Леоне | Відбір до Кубка африканських націй 2021  | -    | 78'      |
| 7-9-2021   | Мінделу    | Кабо-Верде   | 1 – 2     | Нігерія      | Відбір до ЧС 2022                        | -    | 84'      |
| 7-10-2021  | Лагос      | Нігерія      | 0 – 1     | ЦАР          | Відбір до ЧС 2022                        | -    |          |
| 10-10-2021 | Бангі      | ЦАР          | 0 – 2     | Нігерія      | Відбір до ЧС 2022                        | -    | 67'      |
| 13-11-2021 | Монровія   | Ліберія      | 0 – 2     | Нігерія      | Відбір до ЧС 2022                        | -    | 62'      |
| 11-1-2022  | Гаруа      | Нігерія      | 1 – 0     | Єгипет       | Кубок африканських націй 2021 - 1-й етап | -    | 72'      |
| 19-1-2022  | Гаруа      | Гвінея-Бісау | 0 – 2     | Нігерія      | Кубок африканських націй 2021 - 1-й етап | -    | 57'      |
| Усього     |            | Матчів       | 8         |              | Голів                                    | 0    |          |